# Tidersrums distrikt
Tidersrums distrikt är ett distrikt i Kinda kommun och Östergötlands län. 
Distriktet ligger sydväst om Kisa. 

## Tidigare administrativ tillhörighet
Distriktet inrättades 2016 och utgörs av socknen Tidersrum i Kinda kommun.
Området motsvarar den omfattning Tidersrums församling hade vid årsskiftet 1999/2000.